# 彼得罗夫环形山

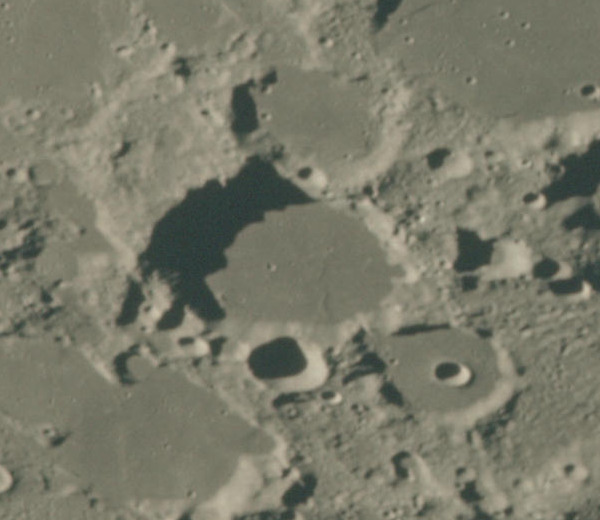
阿波罗15号拍摄的斜视图

彼得罗夫环形山（Petrov）是位于月球正面南半部的一座大撞击坑，其名称取自前苏联第一代液体火箭发动机及喀秋莎火炮开发者之一叶夫根尼·斯捷潘诺维奇·彼得罗夫（1900年-1942年），1970年被国际天文学联合会正式接受。

## 描述
该陨坑西北毗邻较大的金斯环形山、东北偏东靠近月球背面的钱柏林环形山，古老的莫尔顿环形山位于它的东面，它的南面和西南偏西则分别坐落着韦克斯勒环形山和吉尔环形山。该陨坑中心月面坐标为61°22′S 88°11′E / 61.36°S 88.18°E，直径55.44公里，深约2.42公里。
彼得罗夫环形山的坑壁因撞击而磨损、破裂，形成一圈带有裂口的嶙峋山脊，其中东南段已消融、碎裂，一道狭窄的裂谷将彼得罗夫环形山与卫星坑彼得罗夫 B的坑底连成一体，而它的南侧坑壁上则横跨了更小的彼得罗夫 A。该陨坑各处坑壁高低错落，内侧壁窄厚不一，其西侧和西北段相对最高，也最宽厚，坑内容积约有2539.85立方千米，坑底已完全被玄武岩熔岩覆盖，形成一片幽暗、散落着一些细小坑穴的平坦表面，其低暗的反照率类似北面的南海，靠东部从南向北延伸着一道低矮的山脊。

## 卫星陨石坑
按惯例，最靠近彼得罗夫环形的卫星坑将在月图上以字母标注在它的中心点旁边。

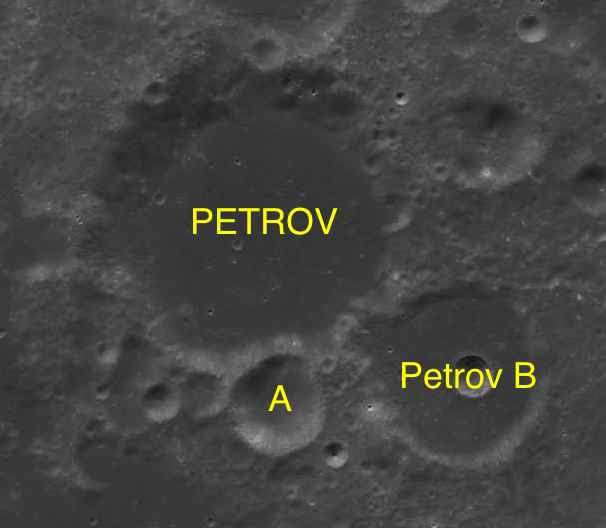
LAC-129 区域图

| 彼得罗夫 | 纬度     | 经度     | 直径     |
| -------- | -------- | -------- | -------- |
| A        | 62.45° S | 88.62° E | 17.0公里 |
| B        | 62.2° S  | 90.81° E | 30.8公里 |

- 卫星坑彼得罗夫 B位于月球背面。

## 另请参阅
- Andersson, L. E.; Whitaker, E. A. . NASA RP-1097. 1982.
- Blue, Jennifer. . USGS. July 25, 2007  [2007-08-05]. （原始内容存档于2018-12-25）.
- Bussey, B.; Spudis, P. . New York: Cambridge University Press. 2004. ISBN 978-0-521-81528-4.
- Cocks, Elijah E.; Cocks, Josiah C. . Tudor Publishers. 1995. ISBN 978-0-936389-27-1.
- McDowell, Jonathan. . Jonathan's Space Report. July 15, 2007  [2007-10-24]. （原始内容存档于2018-12-25）.
- Menzel, D. H.; Minnaert, M.; Levin, B.; Dollfus, A.; Bell, B. . Space Science Reviews. 1971, 12 (2): 136–186. Bibcode:1971SSRv...12..136M. doi:10.1007/BF00171763.
- Moore, Patrick. . Sterling Publishing Co. 2001. ISBN 978-0-304-35469-6.
- Price, Fred W. . Cambridge University Press. 1988. ISBN 978-0-521-33500-3.
- Rükl, Antonín. . Kalmbach Books. 1990. ISBN 978-0-913135-17-4.
- Webb, Rev. T. W.  6th revised. Dover. 1962. ISBN 978-0-486-20917-3.
- Whitaker, Ewen A. . Cambridge University Press. 1999. ISBN 978-0-521-62248-6.
- Wlasuk, Peter T. . Springer. 2000. ISBN 978-1-85233-193-1.